# Jacopo da Castelbuono
Jacopo da Castelbuono o Jacopo Alessi (Perugia, ... – Firenze, 16 agosto 1286) è stato vescovo di Firenze nel 1286, dopo Giovanni dei Mangiadori.

## Biografia
Originario del contado di Perugia, appartenne all'Ordine dei Frati Predicatori e fu priore della basilica di Santa Sabina a Roma.
Papa Onorio IV lo designò vescovo di Firenze e il presule arrivò a prendere la carica in città l'8 luglio 1286. Morì il 16 agosto, appena quaranta giorni dopo la sua entrata. Gli succedette Andrea dei Mozzi.